# Pilcaya
Pilcaya és un municipi de l'estat de Mèxic. Pilcaya és el cap de municipi i principal centre de població d'aquesta municipalitat. Aquest municipi és a la part nord de l'estat de Guerrero. Limita al nord amb els municipis d'estat de Mèxic, al sud amb Taxco, a l'oest amb Morelos i a l'est amb San Marcos.